# Bedford CF
Il Bedford CF è un veicolo commerciale leggero prodotto dalla Bedford Vehicles dal 1969 al 1987. Nasce come erede del modello Bedford CA.
In molti mercati europei è stato venduto dalla Opel ribattezzato Opel Bedford Blitz andando a sostituire il precedente Opel Blitz.

## Storia
La produzione del CF parte nell'agosto del 1969 nello storico stabilimento di Luton e viene introdotto nel mercato inglese nel novembre dello stesso anno per sostituire il diciassettenne Bedford CA; al lancio era disponibile in cinque versioni prodotte direttamente dalla casa (furgone passo lungo e corto, chassis nudo a passo lungo e corto e minibus).
Il CF disponeva di una porta laterale scorrevole posteriore (nel lato passeggeri) e optional offriva anche la portiera del passeggero scorrevole.
La gamma motori alimentati a benzina era composta dai propulsori quattro cilindri Vauxhall Slant Four che avevano debuttato con la Vauxhall FD Victor nel 1967: nel CF era disponibile nelle versioni da 1,6 litri (1.598 cm³), 1,8 litri (1.759 cm³) e da 2,0 litri (1.975 cm³) a cui si aggiunse una variante da 2,3 litri (2.279 cm³) nel 1972.
Il motore diesel era un quattro cilindri Perkins da 1,8 litri (1.760 cm³) affiancato da un più grande da 2,5 litri (2.523 cm³) utilizzato sui modelli dalla portata maggiore. Queste unità avevano una potenza massima di 50 e 61 CV (37 e 45 kW). 

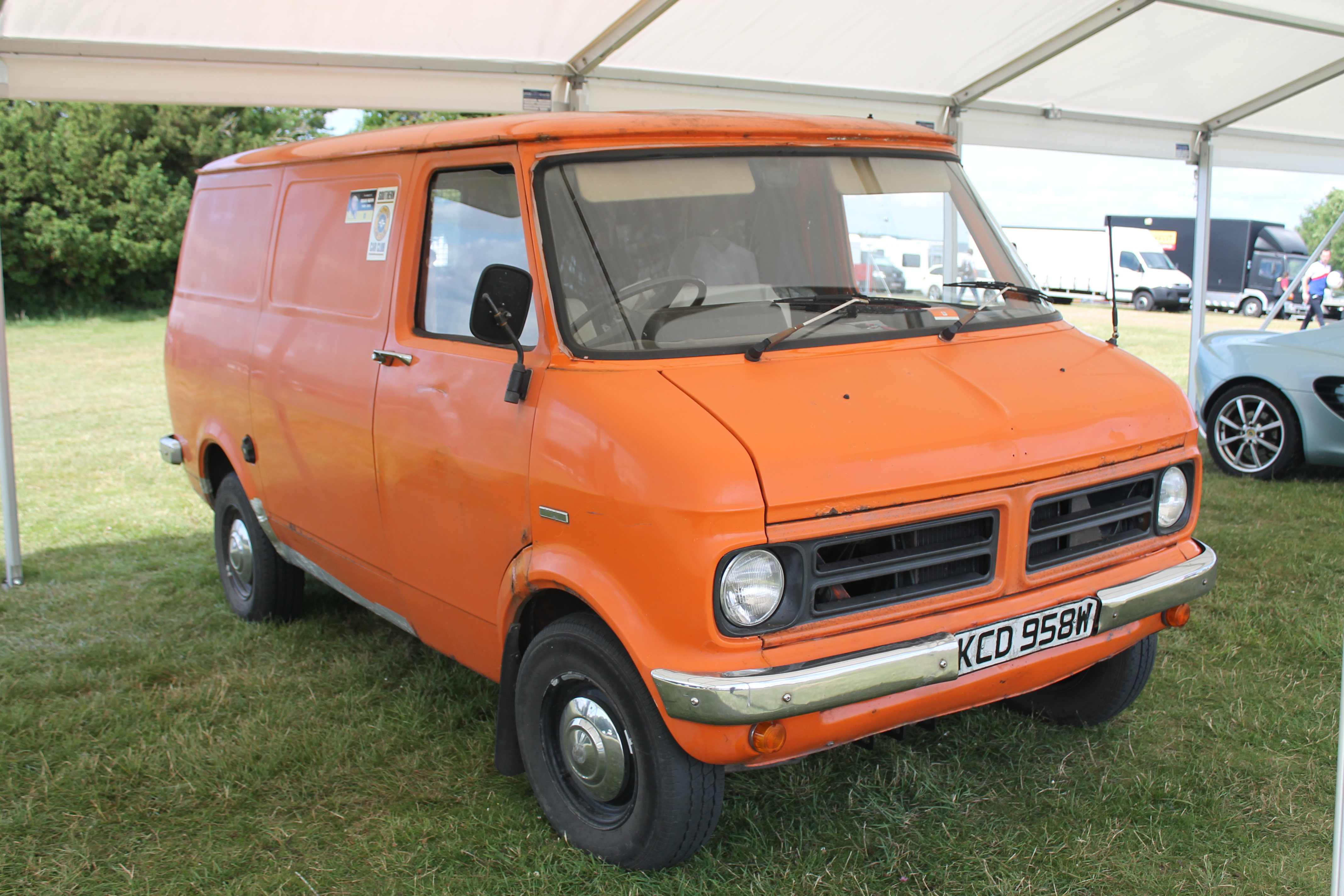
CF Van del 1980

Nel 1976 i vecchi diesel Perkins vennero sostituiti dai nuovi motori diesel Opel OHV quattro cilindri da 2,1 litri (2.064 cm³).
Nel mercato australiano il Bedford CF era assemblato in complete knock down dalla Holden (divisione del gruppo GM) con tutti i componenti importati da Luton ed aveva come opzione anche una unità a sei cilindri benzina Holden da 2.850 cm³ e 3.310 cm³ per rispondere alla concorrenza del Ford Transit che in Australia utilizzava i motori a sei cilindri della Ford Falcon.
Il Bedford CF utilizzava lo stesso schema di sospensioni della Vauxhall Victor ma riprogettate per adattarsi ad una maggiore fatica causata dalla maggiore capacità di carico. Lo schema anteriore utilizzava una sospensione a ruote indipendenti a doppio braccio oscillante con molle elicoidali e ammortizzatori telescopici, mentre le ruote posteriori erano a ponte rigido con bracci oscillanti.
Sono state utilizzate diverse trasmissioni manuali: la Vauxhall a tre marce e quattro marce, Bedford a quattro marce, ZF a quattro marce, ZF a cinque marce e la trasmissione General Motors automatica. L'overdrive era disponibile su ordinazione e sui successivi modelli equipaggiati con trasmissione Vauxhall a quattro velocità.
Nel 1970 inizió ad essere esportato Europa e in Italia arriva nel marzo del 1971 presentato al Salone dell’automobile di Torino.
Nel 1973 viene venduto anche in Germania dalla Opel ribattezzato Bedford Blitz.
Nel marzo del 1975 la gamma venne arricchita da una terza variante di passo extra lungo da 3,550 metri disponibile con carrozzeria cabina singola e chassis nudo per allestitori.

## Bedford CF1 (1980-1984)

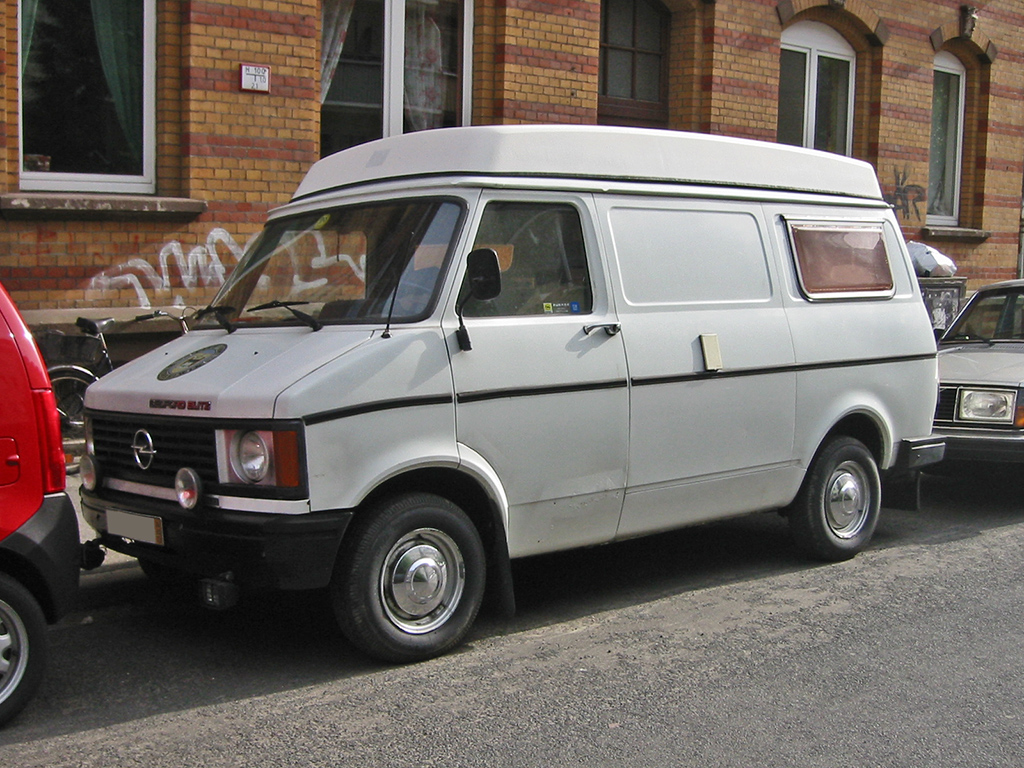
Opel Bedford Blitz, versione esportata del CF1

Nel 1980 venne introdotto un consistente restyling e il nome venne cambiato in Bedford CF1: le modifiche furono soprattutto estetiche con l’introduzione di un nuovo frontale più spigoloso, nuovo cofano motore, fanali, inediti paraurti molto più ampi in plastica grezza e nuova calandra ancorata alla carrozzeria tramite 8 bulloni. Il nuovo frontale inoltre permetteva una maggiore facilità di riparazione del veicolo e della rimozione del motore infatti sulla prima serie di CF a causa del design del muso il motore doveva essere rimosso solo dalla parte inferiore del telaio. Vennero introdotti anche il nuovo motore diesel Opel 23D da 2,3 litri (2.260 cm³) erogante 61 CV (45,5 kW) che sostituì il vecchio Perkins.
Le unità esportate in Germania vennero ribattezzate Opel Bedford Blitz a causa della mancanza del marchio Bedford e vennero vendute direttamente dalle concessionarie Opel. I modelli tedeschi ricevettero un diesel Opel più piccolo da 2,0 litri (1.998 cm³), che produceva 60 CV (44 kW). Questo motore inoltre è stato installato anche in molti altri mercati di esportazione in cui le categorie fiscali incentivavano i veicoli con meno di due litri di cilindrata, come i paesi del Benelux e la Finlandia. Le unità a benzina da 1,8 e 2,3 litri rimasero le stesse.

## CF2 (1984-1987)

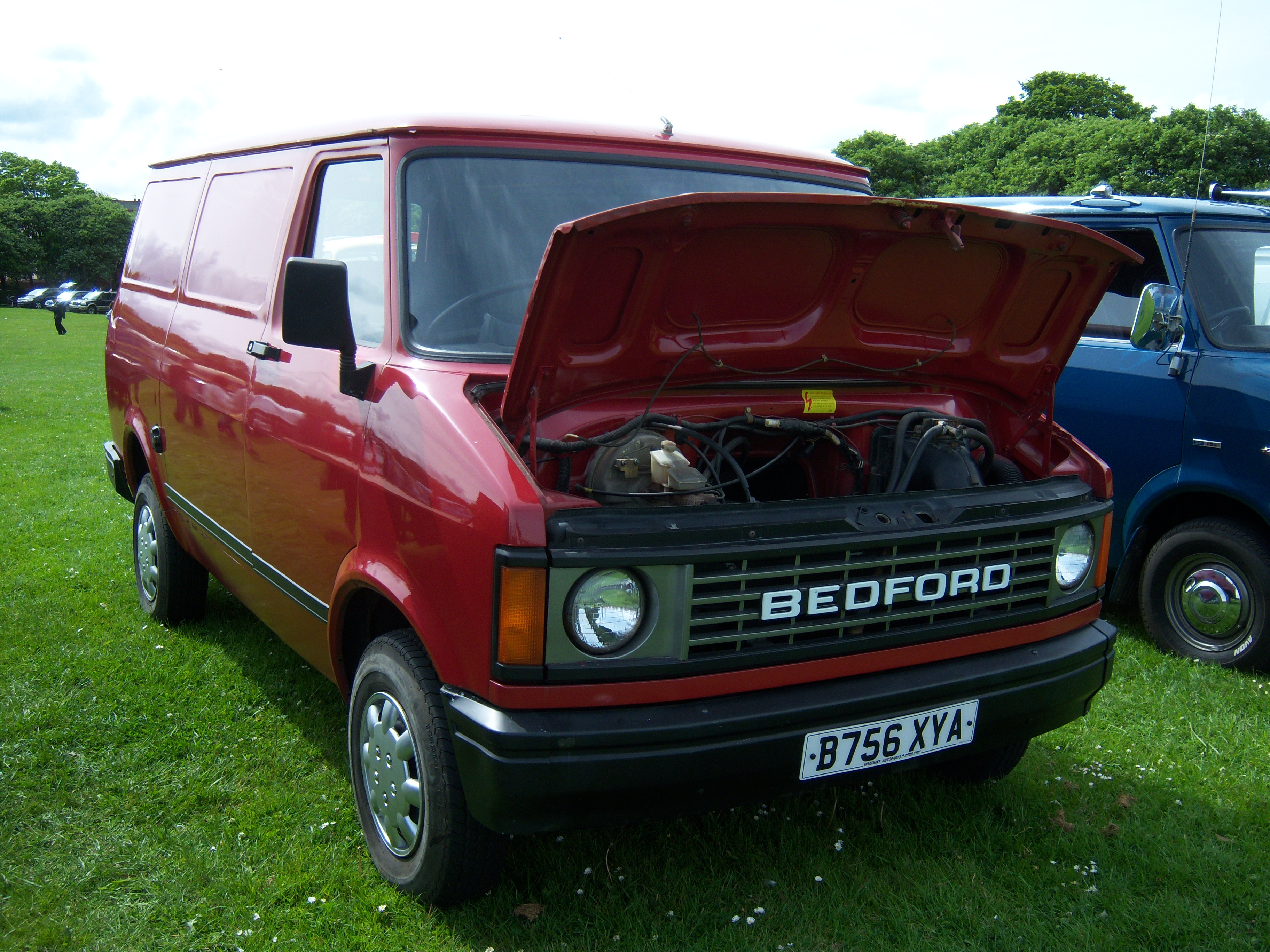
Il CF2, ultima evoluzione

Nel 1984 il CF è stato ribattezzato CF2 e ricevette aggiornamenti estetici leggeri e meccanici. I motori diesel di origine Opel diesel rimasero gli stessi, i motori benzina di origine Vauxhall furono sostituiti da una versione 2.0 litri (1.979 cm³) da 78 CV (58 kW) del motore Opel CIH Four a quattro cilindri.
Vennero introdotte anche nuove trasmissioni: un cambio manuale GM a 4 marce completamente sincronizzato sui modelli a passo corto, un cambio manuale ZF a 5 marce con overdrive completamente sincronizzato di serie su tutti i modelli a passo lungo e optional su altri modelli. Cambio automatico GM opzionale sulla maggior parte dei modelli. Venne resa disponibile la possibilità di scegliere i rapporti al ponte su quasi tutti i modelli e venne rinnovato l’impianto frenante: nuovi freni a disco anteriori e posteriori a tamburo autoregolanti sui modelli da CF2/230 a CF2/280, tamburi autoregolanti anteriori e posteriori sui modelli CF2/350.
Nel 1985 debutto l’erede del CF2, il Bedford Midi, un commerciale più piccolo nonché versione rimarchiata dell’Isuzu Fargo che è stato prodotto localmente dalla IBC Vehicles, joint-venture tra Vauxhall ed Isuzu. Tuttavia a causa delle basse vendite del nuovo Midi la serie CF rimase in produzione e gli ultimi CF2 furono venduti nel Regno Unito fino al 1987 e segnarono la fine dei veicoli originariamente progettati da Bedford.